# Schoenoplectus komarovii
Schoenoplectus komarovii là loài thực vật có hoa trong họ Cói. Loài này được (Roshev.) Soják miêu tả khoa học đầu tiên năm 1972.